# Xenakhen
Xenakhen fou una ciutat de l'antic Egipte que després es va dir Semenuhor, i que en l'època clàssica fou Akantònpolis (Akhanton polis). Fou capital del nomós XXI de l'Alt Egipte. Probablement era situada molt propera als moderns llogarets de Kafr Ammar i Kafr Tarkhan on s'han trobat necròpolis faraòniques. Les restes de la ciutat no s'han trobat però se sap que tenia un temple.